# 理想流体

理想流体的应力-能量张量只包含对角元

在物理学中，理想流体（英文：ideal fluid）指的是能完全被其在静止坐标系下的密度{\displaystyle \rho _{m}}和各向同性压强p所描述的流体。
实际流体具有黏性，包含（同时也传导）热量。而理想流体，作为一个理想的模型，则忽略了这些可能性。换句话说，理想流体没有剪应力、黏度和热传导等性质。
在空间取正的号差的张量记号中，理想流体的应力-能量张量以如下形式给出
{\displaystyle T^{\mu \nu }=\left(\rho _{m}+{\frac {p}{c^{2}}}\right)\,U^{\mu }U^{\nu }+p\,\eta ^{\mu \nu }\,}
其中U是流体的速度向量场，{\displaystyle \eta _{\mu \nu }=Diag[-1,1,1,1]}是闵可夫斯基时空的度规张量。
在时间取正的号差的张量记号中，理想流体的应力-能量张量以如下形式给出
{\displaystyle T^{\mu \nu }=\left(\rho _{m}+{\frac {p}{c^{2}}}\right)\,U^{\mu }U^{\nu }-p\,\eta ^{\mu \nu }\,}
其中U是流体的速度向量场，{\displaystyle \eta _{\mu \nu }=Diag[1,-1,-1,-1]}是闵可夫斯基时空的度规张量。
这呈现出了静止坐标系中一个极其简单的形式
{\displaystyle \left[{\begin{matrix}\rho _{e}&0&0&0\\0&p&0&0\\0&0&p&0\\0&0&0&p\end{matrix}}\right]}
其中{\displaystyle \rho _{e}=\rho _{m}c^{2}}为能量密度，{\displaystyle p}为流体的压强。

理想流体理论承认拉格朗日公式，这也使得在场论中应用的一些技巧，特别是量子化，可以应用于流体。这一公式可以被推广，但不幸的是，推广后的公式无法处理热传导和各向异性压强的问题。
理想流体常被用于描述广义相对论中质量的理想化分布，例如恒星的内部以及各向同性宇宙。在后者中，理想流体的状态方程可以被用于弗里德曼-勒梅特-罗伯逊-沃尔克度规中以描述宇宙的演化。